# Mayhem (Toyah)
Mayhem is een verzamelalbum van Toyah, toen nog de band rondom Toyah Willcox. Toyah (Willcox) verliet de stal van platenlabel Safari Records en ging over naar EG Records. Safari bracht toen nog een verzamelalbum uit onder de naam Toyah! Toyah! Toyah! (gelijke titel met livealbum Toyah! Toyah! Toyah!) en later toen er een nieuw album van Toyah verscheen Mayhem, dat allerlei archiefmateriaal bevatte. Eerste opzet was een ep uit te brengen onder de titel Another four from Toyah, maar er bleek genoeg materiaal voor een album. Toyah moest in de Verenigde Staten ontdekken dat dit album uit was gebracht, het kon haar goedkeuring niet krijgen; ze beschouwde het als “rommel”. Er verscheen in 2005 een nieuwe persing bij Cherry Red Records. Het album werd anno 2011 nog niet op haar site onder -discografie- vermeld.
Mayhem (wanorde, rotzooi) was de naam van de plaats waar Toyah en andere bandjes (onder andere Blood Donor) begonnen in het grote Battersea-complex. Het haalde de albumlijsten van het Verenigd Koninkrijk niet.

## Muziek
| Track | Compositie                                                                   | Jaar | Wat                                       | Muzikanten                                                                       | Duur |
| ----- | ---------------------------------------------------------------------------- | ---- | ----------------------------------------- | -------------------------------------------------------------------------------- | ---- |
| 1     | Clapham Junction                                                             | 1981 | bedoeld voor Four from Toyah              | Toyah (z) Joel Bogen (gi) Phil Spalding (bs) Adrian Lee (to) Simon Philips (dr)  | 2:54 |
| 2     | Change of scenery                                                            | 1980 | opname met Blood Donor                    | Toyah (z) Simon Etchell (to) Keith Hale (gi,to) Gordon Coxon (dr)                | 4:39 |
| 3     | Problem child                                                                | 1980 | bestemd voor The blue meaning             | Toyah (z) Joel Bogen (gi) Charlie Francis (bs) Pete Bush (to) Steve Bray (dr)    | 4:04 |
| 4     | You’re my hero                                                               | 1980 | onuitgebrachte track                      | Toyah, Bogen en Hale bassist/drummer onbekend                                    | 5:25 |
| 5     | Cotton vest                                                                  | 1981 | voorloper van Walkie-talkie               | Toyah (z) Joel Bogen (gi) Phil Spalding (bs) Adrian Lee (to) Nigel Glockler (dr) | 2:41 |
| 6     | Gaoler                                                                       | 1979 | pre-Toyah                                 | Toyah (z) Joel Bogen (gi) Rikki Legair (bs) Keith Hale (to,) Gordon Coxon (dr)   | 2:42 |
| 7     | Guilty                                                                       | 1979 | ten tijde van Sheep farming in Barnet-ep  | Toyah (z) Joel Bogen (gi) Mark Henry (bs) Pete Bush (to) Steve Bray (dr)         | 2:51 |
| 8     | Three sided face                                                             | idem | idem                                      | idem                                                                             | 3:02 |
| 9     | Paradise child                                                               | 1982 | voor The changeling                       | Toyah (z) Joel Bogen (gi) Phil Spalding (bs) Andy Clark (to) Simon Philips (dr)  | 2:39 |
| 10    | Israel                                                                       | 1979 | pre-Toyah, alleen live te horen           | onbekend                                                                         | 4:43 |
| 11    | Christmas Carol                                                              | 1979 | onbekend                                  | onbekend                                                                         | 5:01 |
| 12    | The merchant and the nubile                                                  | 1980 | voor Four from Toyah en Anthem            | Toyah (z) Joel Bogen (gi) Phil Spalding (bs) Adrian Lee (to) Nigel Glockler (dr) | 3:26 |
| 13    | Danced                                                                       | 1979 | afwijkende versie van album Sheep farming | onbekend                                                                         | 5:27 |
| 14    | I believe in Father Christmas van Greg Lake, Peter Sinfield Sergej Prokofjev | 1982 | voor tv-show                              | Toyah (z) Joel Bogen (gi) Keith Hale (to)                                        | 2:39 |
| 15    | Island race                                                                  | 1980 | nummer van Blood Donor                    | Toyah, Bogen en Hale bassist/drummer onbekend                                    | 4:09 |
| 16    | Love me                                                                      | 1979 | demoversie                                | Toyah (z) Joel Bogen (gi) Mark Henry (bs) Pete Bush (to) Steve Bray (dr)         | 3:14 |
| 17    | Tribal Look                                                                  | 1979 | demoversie                                | idem                                                                             | 3:35 |
| 18    | It’s a mystery                                                               | 1980 | demoversie                                | Toyah (z) Simon Etchell (to) Keith Hale (gi,to) Gordon Coxon (dr)                | 4:41 |
| 19    | Run wild, run free                                                           | 1982 | demoversie                                | The changeling-samenstelling                                                     | 3:38 |
| 20    | Rinaphobia                                                                   | 1980 | Blood Donor-nummer                        | Toyah (z) Simon Etchell (to) Keith Hale (gi,to) Gordon Coxon (dr)                | 5:46 |